# Praça de Touros da Póvoa de Varzim
A Praça de Touros da Póvoa de Varzim foi uma praça de touros na Póvoa de Varzim em Portugal, situada na Avenida Vasco da Gama. A arena era um equipamento público municipal gerido pela empresa municipal Varzim Lazer. Administrativamente tinha a classificação de 3.ª Categoria.
A Praça tinha capacidade para acolher 5.500 espectadores, sendo que habitualmente tinha lotação esgotada na sua corrida mais importante, a Grande Corrida TV Norte, que acontecia no final de Julho com tauromaquia de tradição portuguesa, transmitida pela RTP.
Realizou-se também, até 2015, uma Garraiada (de Garraio - Touro com menos de 3 anos) na qual estes eram lidados, sem qualquer espécie de regras no mês de Maio, como parte integrante das festas dos estudantes do Porto — a Queima das Fitas. Devido à fraca adesão dos estudantes foi interrompida em 2016.
A praça, começou em 26 de setembro de 2022 a ser demolida, para dar lugar a um pavilhão multiusos, erguido no mesmo local.
A inauguração oficial do Póvoa Arena será no dia 05 de julho de 2025 inserido nas festividades em honra de São Pedro.

## História

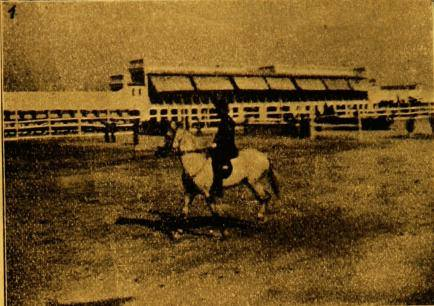
Espetáculo de Cavalos no Velodromo (1911-1925) no Alto de Martim Vaz. O Velódromo dará lugar ao Estádio Gomes de Amorim, onde são conhecidas corridas de touros.

No século XIX, as corridas de touros e espectáculos de cavalos ocorriam dentro da Fortaleza da Póvoa. Saídas da fortaleza, foram criadas praças de touro improvisadas, construídas em madeira, no Campo das Cobras, junto à Rua Santos Minho. A utilização do Campo das Cobras como recinto de touradas é bastante antiga, está comprovada a existência de uma praça de touros neste local no século XVIII, quando se faz nota da construção de um teatro em 1793 ao lado da praça de touros.
No Alto de Martim Vaz e no início do século XX, o Estádio Gomes de Amorim foi usado como recinto de tourada e espetáculos equestres. O projecto para uma praça de touros permanente na Póvoa de Varzim surge durante o Estado Novo por influência de Salvação Barreto, forcado reconhecido, que dirigiu o Casino da Póvoa. O projecto de Fevereiro de 1949 é do Arquitecto Alfredo Coelho de Magalhães. A Praça foi construída junto ao Alto de Martim Vaz e a corrida inaugural teve lugar a 19 de Junho de 1949, com o concurso dos cavaleiros tauromáquicos: Simão da Veiga Jr. e Dr. José Rosa Rodrigues. Em 1959, são substituídas as bancadas de madeira por betão pelo Eng. Mário Fernandes da Ponte.
Foi adquirida pela Câmara Municipal em 23 de Maio de 1984, por escritura pública, à Empresa de Recreios da Póvoa de Varzim. A compra incluiu o acervo documental e museológico da Biblioteca Tauromáquica, ali instalada desde 1962.
Em 1994, é fundado o "Clube Taurino Povoense", sedeado na rua dos Pescadores, com o propósito de incentivar a manutenção da Praça de Touros da Póvoa de Varzim.
A visibilidade e importância da Corrida TV Norte para a tauromaquia no Norte do país, por isso considerada uma das mais relevantes corridas nacionais, e a criação de um novo espectáculo, o rodeio brasileiro que no II Rodeo Country Bulls (2004), fazem com que os protestos das associações animais aumentem de tom. Os rodeios brasileiros desaparecem. Entre os grupos que ali protestaram, na Corrida TV Norte de 2005, contam-se a PETA (People for the Ethical Treatment of Animals), a maior organização do Mundo em matéria de direitos dos animais, a associação portuguesa Animal e a Advocate for Animals, da Escócia.
Em 2008, um empresário alemão propôs transformar a Praça de Touros num biergarten (espaço de lazer, entretenimento e cultura) semelhante aos que existem em Munique na Alemanha. Projeto que não se concretizou.
Em junho de 2018, foi anunciado que a praça vai ser transformada em multiusos e deixará de receber touradas. Com um investimento de cinco milhões de euros, será construído um multiusos que acolherá as mais variadas atividades desportivas e culturais ao longo de todo o ano.
Nos últimos anos apenas se realizavam duas touradas por ano. No verão de 2018 a Praça de Touros da Póvoa de Varzim acolheu as suas duas últimas corridas. O projeto de transformação da praça de touros em multiusos, que contempla a cobertura do recinto, já está a ser elaborado, prevendo-se que a obra arranque em 2019 e esteja pronta no verão de 2020.
Em junho de 2019 foi anunciado que a Câmara Municipal da Póvoa de Varzim iria demolir a praça de touros para criar um novo equipamento multiusos.
No dia 18 de julho de 2019 começou a demolição do edifício da praça dos touros da Póvoa de Varzim. Depois de um interregno de dois anos devido a uma providência cautelar interposta por uma associação local, a que o tribunal não deu provimento, a demolição continuou em 2022.
A empreitada foi adjudicada por 8,7 milhões de euros à empresa de construção ABB com um prazo de execução de 24 meses.
O novo espaço multiusos vai manter a forma circular da antiga Praça de Touros, edifício que tinha mais de 60 anos, mas será agora vocacionado para eventos culturais, feiras, congressos e atividades desportivas, tendo uma capacidade para três mil pessoas, contemplando, ainda, zonas de restauração e comércio.